# آیزانوی
آیزانوی (به یونانی:Αἰζανοί؛ لاتین:Aizanoi) یک شهر باستانی یونانی در ترکیه است که در استان کوتاهیه واقع شده‌است. آیزانوی، در طول دورهٔ حاکمیت سیاسی روم، یک مرکز مهم سیاسی و اقتصادی بود. مشهورترین بنای برجای مانده در آیزانوی معبد زئوس از دورهٔ رومی است. 